# NEOMA Business School
A NEOMA Business School egy európai felsőoktatási intézmény, amely az üzleti tudományok terén nyújt posztgraduális képzést. Három campusa van, Párizsban, Rouenban és Reimsban. 2013-ban alapították két régebbi intézmény összevonásával.
2019-ben a NEOMA a Financial Times rangsora szerint a legjobb 50 európai üzleti iskola között szerepelt.
Az iskola programjai AMBA, EQUIS és AACSB hármas akkreditációval rendelkeznek. Az intézmény legismertebb végzősei közé olyan személyiségek tartoznak, mint Shi Weillang (a Huawei France igazgatója) és Wilfried Guerrand (Hermès).